# Incidente del Markomannia
L'incidente del Markomannia fu un incidente diplomatico che coinvolse Haiti e l'Impero tedesco, avvenuto nel 1902 a seguito dell'abbordaggio del piroscafo tedesco Markomannia.

## L'incidente
Il Markomannia era un piroscafo della Hamburg America Line, che serviva la rotta Indie occidentali-Amburgo, comandato dal capitano Nansen. Il 2 settembre 1902 il Markomannia fu fermato al largo del porto di Cap-Haïtien, Haiti, dalla cannoniera haitiana Crête-à-Pierrot per sospetto contrabbando. La Crête-à-Pierrot si era unita alle forze ribelli di Anténor Firmin, che combattevano il governo provvisorio di Pierre Théoma Boisrond-Canal. Il capitano della Crête-à-Pierrot era un mercenario britannico, di nome Read, sotto il comando dell'ammiraglio Hammerton Killick, haitiano di origini scozzesi. Read credeva che il Markommania stesse trasportando armi e rifornimenti per le forze governative. Un gruppo di uomini della Crête-à-Pierrot salì quindi a bordo del Markomannia per perquisirla e, nonostante le proteste di Nansen e del console tedesco di Cap-Haïtien, il carico di armi e rifornimenti fu trasportato a bordo della Crête-à-Pierrot. Al Markomannia, nel complesso lasciato intatto, fu quindi permesso di proseguire il suo viaggio.

## La battaglia tra la SMSPanthere laCrête-à-Pierrot
I cittadini tedeschi residenti ad Haiti erano stati già danneggiati dalla guerra civile, e dopo l'incidente del Markomannia il ministro tedesco residente nella capitale haitiana Port-au-Prince, Francsen, richiese l'intervento di una nave da guerra tedesca. La Kaiserliche Marine inviò la SMS Panther, ai comandi di Richard Eckermann, con l'ordine di affondare la nave ribelle. Nonostante sulla carta la nave haitiana, dotata di un cannone da 160mm, uno da 120mm e 4 da 100mm, fosse superiore a quella tedesca armata solo con due cannoni da 105mm, la Crête-à-Pierrot si trovò intrappolata nel porto dalla Panther. L'ammiraglio Killick, ordinata l'evacuazione dell'equipaggio, si fece saltare in aria assieme alla Crête-à-Pierrot, ormai sotto al fuoco della Panther.

## Reazioni internazionali e conseguenze
Nel governo tedesco c'erano preoccupazioni su come gli Stati Uniti avrebbero reagito all'affondamento della nave nell'ambito della Dottrina Monroe. Ma nonostante la consulenza legale descrisse l'azione come "illegale ed eccessiva", il Dipartimento di Stato diede la sua approvazione. Il New York Times dichiarò che "era nel pieno diritto della Germania fare un po' di pulizia per proprio conto" ("Germany was quite within her rights in doing a little housecleaning on her own account").
L'azione suscitò sentimenti contrastanti tra la popolazione haitiana ed anche tra gli stessi cittadini tedeschi di Haiti, che erano in buoni rapporti con le forze ribelli di Firmin. Inoltre, il governo provvisorio, privo in quel momento di una forza navale, vide un rafforzamento della propria forza militare, in quanto ora aveva la possibilità di farsi spedire armi dall'estero.

## Nella cultura di massa
Nel 1943, nel 40º anniversario dell'affondamento, Haiti stampò un francobollo col ritratto di Killick
Nello stesso anno, il poeta haitiano Charles Moravia scrisse un dramma ispirato alla vicenda, dal titolo L'amiral Killick: drame historique aux trois tableaus. Il giorno dell'affondamento della Crête-à-Pierrot fu in seguito celebrato dalla Kriegsmarine.